# Skinny Puppy
Gli Skinny Puppy sono un gruppo musicale industrial canadese formato nel 1982 a Vancouver, Columbia Britannica. Traggono ispirazione principalmente da gruppi come Cabaret Voltaire, Throbbing Gristle e Suicide.
Inizialmente visto come un esperimento collaterale progettato da cEvin Key (vero nome Kevin Crompton) mentre faceva parte della band new wave Images In Vogue, Nivek Ogre (vero nome Kevin Ogilvie) si unì come cantante e gli Skinny Puppy divennero un progetto a tempo pieno. Nel corso dei loro dodici album in studio e molti live tours, Key e Ogre sono stati membri costanti del gruppo. Tra quelli che hanno fatto parte del gruppo sono inclusi Dwayne Goettel (1986 fino al 1995), Dave "Rave" Ogilvie (long-time associate, produttore e quarto membro "non ufficiale" fino al 1995, non è imparentato con Ogre), Mark Walk (2003 fino ad oggi), e un certo numero di ospiti, tra cui Bill Leeb (1985 e 1986, sotto lo pseudonimo di Wilhelm Schroeder), Al Jourgensen (1989), e molti altri.
Produssero la loro prima cassetta nel 1984, gli Skinny Puppy sottoscrissero un contratto con l'etichetta di Vancouver Nettwerk. Dal loro EP di debutto per questa etichetta Remission del 1984 rimasero fino al loro album del 1992 Last Rights, gli Skinny Puppy divennero una band ben conosciuta con un certo seguito, fondendo elementi di ambient, noise, new wave, electro e rock e facendo un uso innovativo del sampling. Nel corso di alcuni tour del Nord America ed Europe in questo periodo divennero famosi per le loro performance teatrali, a tema horror sia live che in video, attirando l'attenzione su argomenti come la vivisezione e la guerra chimica.
Nel 1993, gli Skinny Puppy lasciarono la Nettwerk e il loro produttore di lunga data Rave, sottoscrivendo un contratto con la American Recordings e trasferendosi a Malibù, dove problemi di droga e tensioni tra i membri della band afflissero la registrazione del loro album seguente, The Process. Ogre lasciò gli Skinny Puppy nel giugno 1995, e Goettel morì di overdose di eroina due mesi più tardi. L'album fu completato con Rave e uscì in memoria di Goettel nel 1996. Key e Ogre, che avevano contribuito a un numero di altri progetti collaterali andarono per strade separate, riunendosi per un concerto degli Skinny Puppy al Doomsday Festival di Dresda (Germania), nel 2000. Riformarono gli Skinny Puppy nel 2003 con Mark Walk, e da allora hanno fatto uscire due album per l'etichetta tedesca Synthetic Symphony, e hanno fatto dei tour in tutto il mondo.

## Stile e temi
Ispirati dalla musica dei Nocturnal Emissions, Portion Control, e The Legendary Pink Dots, musica che era stata accessibile alla band prima attraverso lo scambio di cassette tape exchange, Gli Skinny Puppy sperimentarono con tecniche di registrazione analogica e digitale, componendo musica con sintetizzatore, drum machine, percussioni acustiche, tape-splices, found sound, distorsione, samplers, e strumenti musicali convenzionali della musica rock. Essi misero anche pezzi di film e di trasmissioni radio nelle loro canzoni, applicando ampiamente l'effetto distorsione e altri effetti alla voce di Ogre, che erano pubblicate con lo stile stream of consciousness. I temi dei testi includono diritti animali, politica, religione, horror, abuso di droga, malattia, e degrado ambientale; questi temi erano spesso liricamente e concettualmente connessi. L'approccio spesso informale degli Skinny Puppy, e improvvisazionale alla composizione musicale è indicato dall'uso del termine brap, coniato da loro e definito come un verbo che significa "stare insieme, inserire strumenti elettronici, eccitarsi, e registrare".

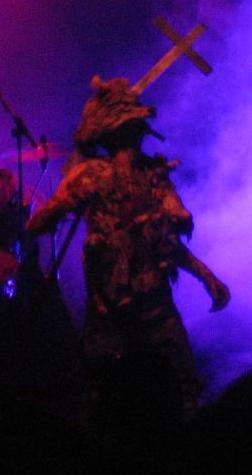
Ogre ad una performance degli Skinny Puppy nel 2005

Skinny Puppy furono notati per le performance live teatrali e confrontazionali che si univano alla loro musica, specialmente nel periodo in cui uscirono in tour per Head Trauma (1988), VIVIsectVI (1988), Too Dark Park (1990), e Last Rights (1992). Le performance Live includevano periodi di improvvisazione musicale, proiezione di film, e stand sul palco con sculture e macchine elaborate. La teatralità On-stage includeva Ogre che stava sospeso per aria appeso a cavi e funi, giocava con un nodo scorsoio, Key che lavora l'acciaio con uno smerigliatore, e finte esecuzioni di Ogre e George H. W. Bush. La band lavorò con registi come William Morrison e Jim Van Bebber in un certo numero di video musicali, il tema e lo stile dei quali rispecchiavano le loro performance live.

## Storia

### Back and Forth
Skinny Puppy si formarono nel 1982–1983 dall'incontro di cEvin Key (Kevin Crompton; instruments) e Nivek Ogre (Kevin Ogilvie; vocals) a Vancouver, Columbia Britannica, Canada. Key era scontento della direzione pop presa dalla sua vecchia band Images in Vogue, e iniziò gli Skinny Puppy con l'intenzione di fare qualcosa di più crudo e sperimentale. Inizialmente Key aveva progettato i Puppy come un progetto parallelo mentre continuava la sua collaborazione con gli Images, tuttavia, quando gli Images in Vogue si trasferirono a Toronto, Key fece degli Skinny Puppy il suo progetto principale. Key aveva già creato il nome del progetto e il concetto della musica dal "punto di vista di un cane" quando Ogre si unì al gruppo, e fu con quest'idea che essi registrarono la loro prima cassetta Back & Forth (self-released, 1984) con l'aiuto di Dave "Rave" Ogilvie. Questo fu l'inizio di una lunga collaborazione tra gli Skinny Puppy e Rave, che fu loro produttore fino al 1993, e ancora nel 1995, e fu messo tra i membri della band in alcune note negli album. Back and Forth attrasse lattenzione dell'etichetta nascente di Vancouver Nettwerk, che scritturò la band. Il primo live degli Skinny Puppy si tenne presso Unovis a Vancouver nel febbraio del 1984.

### Remission – Cleanse Fold and Manipulate
Lo stile dark electro-pop del loro EP di debutto Remission (1984) e del primo album Bites (1985) conquistò alla band un seguito di fan. Tom Ellard dei Severed Heads diede una mano alla produzione del pezzo di Bites "Assimilate", il quale, con il coro di "rot and assimilate!", divenne una delle prime hit della band. Altre canzoni famose di questo periodo sono "Smothered Hope", "The Choke", "Dead Lines", "Last Call", e "Far Too Frail".
Key e Ogre fecero band di apertura al concerto di Chris & Cosey nel loro tour canadese del 1985 Hell 'O' Death Day; alcuni di questi materiali apparvero nelle produzioni seguenti degli Skinny Puppy. Bill Leeb (che lavoravo sotto lo pseudonimo di Wilhelm Schroeder), un amico dei primi tempi della band, non fu mai scritto come un membro nelle note degli album, ma contribuì con il suo bass synth ad un certo numero di pezzi e fu un membro durante il tour del 1985. Nel 1986 lasciò la band per formare i Front Line Assembly. Dwayne Goettel (sintetizzatori e samplers) si unì agli Skinny Puppy nel 1986; la sua Water aveva fatto da apertura agli Skinny Puppy ad Edmonton l'anno precedente. Con una formazione da pianista classico, Goettel aveva lavorato con la band di synth pop Psyche, tra le altre.
La loro audience si espanse con la distribuzione per la Capitol Records/EMI, mentre Play It Again Sam uscì con successo in Europa. Il loro valore di produzione continuò a migliorare con l'aggiunta di Goettel in Mind: The Perpetual Intercourse (1986) and Cleanse Fold and Manipulate (1987). Gli Skinny Puppy fecero una performance live in-studio alla CBC Radio nel programma Brave New Waves del settembre 1986, mentre M:TPI's Dig It, primo singolo della band e primo video, ebbe un notevole successo nella messa in onda a Toronto CFNY-FM. Altre canzoni importanti di questo periodo sono Addiction (remixato da Adrian Sherwood e fatto uscire come singolo nel 1987), "Chainsaw", (fatto uscire come EP nel 1987), "Stairs and Flowers" (fatto uscire come singolo a 12" single negli Stati Uniti nel 1987), "Deep Down Trauma Hounds", e "One Time One Place".
Skinny Puppy andarono in tour nel 1985 (Nord America), 1986 (Nord America ed Europe), e 1987 (Nord America); una performance live alla Toronto's Concert Hall del 1987 fu fatta uscire su on VHS (1989) e CD (1991) con il nome Ain't It Dead Yet?.

### VIVIsectVI – Rabies
Nel corso degli anni, la band divenne avvocato difensore dei diritti degli animali, e usò il tour Head Trauma (Europa, 1988) e VIVIsectVI tour (Nord America, 1988) per attirare attenzione sulla questione. Il titolo dell'album VIVIsectVI (1988) era un modo per associare la vivisezione con il Satanismo (ie. the "666 sect"). I testi dell'album concernevano la critica dell'inquinamento, guerra chimica, deforestazione, violenza carnale, dipendenza dalla cocaina, e la promozione dell'astinenza sessuale per fermare l'espandersi dell'AIDS. Il brano principale "Dogshit" uscì come singolo nel 1988 con il nome "Censor", mentre il singolo Testure, che denunciava la vivisezione di animali per scopo di ricerca, raggiunse il numero 19 su Billboard Hot Dance Music/Club Play chart nel 1989. Fu prodotto un video musicale per Testure, nel quale vi era un uomo che veniva torturato da medici che somigliavano a mostri, alcune clips da The Plague Dogs e Unnecessary Fuss, e includeva una frase che denunciava la vivisezione. Key e Ogre furono arrestati per "comportamento disordinato" ad un concerto nel 1988 a Cincinnati, Ohio dopo che un membro del pubblico, credendo che Ogre camuffato da animale che veniva vivisezionato fosse un vero cane, chiamò la polizia.
Tra la fine degli anni 80 e l'inizio degli anni 90, i membri della band lavorarono anche su vari progetti collaterali. Key e Goettel lavorarono con The Tear Garden (una collaborazione con The Legendary Pink Dots), Doubting Thomas (an outlet for their non-Skinny Puppy instrumentals), e con la band Hilt. Ogre iniziò un'amicizia con Al Jourgensen, della band Ministry e si unì ai d Ministry per alcuni dei loro progetti e per i loro tours. Per il successivo album degli Skinny Puppy, Rabies (1989), Jourgensen si unì a Rave come produttore. L'album, nel quale appariva la chitarra elettrica di Jourgensen in alcuni pezzi, aveva un misto di rivisitazioni, sebbene i singoli Tin Omen (che si riferiva alla protesta di Tiananmen del 1989) e Worlock (che si ispirava al pezzo dei Beatles Helter Skelter con una clip di Charles Manson che cantava la canzone) divenne il pezzo favorito da molti fan. Un video prodotto per Worlock, che aveva pezzi presi da dozzine di film horror, e una frase che denunciava la censura di quel genere da parte della MPAA, circolò come bootleg promozionale.
Questo periodo segnò l'inizio della divisione tra i membri della band, infatti durante il tour per la promozione di Rabies, Ogre si unì ai Ministry nel tour promozionale di The Mind is a Terrible Thing to Taste come cantante addizionale. Key disse più tardi riguardo a questo coinvolgimento di Ogre con i Ministry e Martin Atkins' Pigface di questo periodo che si sentiva "come una moglie che veniva tradita".

### Too Dark Park – Last Rights
Il loro album successivo Too Dark Park (1990) costruito sul rude rock elettronico dell'album precedente, contiene i pezzi "Tormentor" e "Spasmolytic". La degradazione ambientale era il tema dominante in canzoni come "Nature's Revenge" e "Shore Lined Poison", mentre strati di rumori di fondo aumentano in un crescendo nell album "Reclamation". Il tour che accompagna l'uscita di Too Dark Park (Nord America, 1990) include il film più grafico della band fino ad oggi, con la rappresentazione del suicidio televisivo di Budd Dwyer, la sperimentazione sugli animali, gli attacchi con i gas nervini nella guerra Iran-Iraq. Ogre viene legato sul palco ad una "Sedia dell'indifferenza" e gli vengono iniettate varie sostanze, e poi gira per il palco con artefatti d'acciaio. Sequenze simili sono rappresentate nel video musicale di "Spasmolytic", diretto da Jim Van Bebber.
L'album seguente Last Rights (1992) spinge i rumori oscuri di Too Dark Park più avanti nella sperimentazione del territorio. Lo show sul palco del tour che accompagna l'uscita del disco (Nord America, 1992) fu costruito attorno a una narrativa dettagliata che includeva Ogre interagente con un film in sottofondo, una macchina della "realtà virtuale", un crocifisso che sanguina, ed un grande, oggetto rotante che viene chiamato "L'Albero dell'indifferenza" dal quale pendono teste mozzate e riviste pornografiche. Il singolo del 1992 Inquisition includeva il lato b "Lahuman8", uno di alcuni pezzi commissionati dal gruppo di danza contemporanea La La La Human Steps per la loro produzione del 1991 Infante C'est Destroy. Un secondo singolo, "Love In Vein", non fu mai pubblicato, sebbene alcuni remix e b-side, materiale inteso per lo stesso, apparvero più tardi su Brap: Back and Forth Series 3 & 4 (1996). Il video per "Killing Game" ed il tour furono diretti da William Morrison.
Un pezzo intitolato "Left Handshake" fu escluso da Last Rights, lasciando un pezzo 10 vuoto in alcune copie dell'album. Una lunga versione adattata del pezzo di Timothy Leary Turn On, Tune In, Drop Out (1967) fu approvata da Leary, ma negata dal possessore del copyright. La canzone nella quale un Ogre impazzito risponde alle istruzioni di Leary per evitare un "bad trip", fu in seguito pubblicato nella prima edizione europea di Brap (1996) e su di un singolo a edizione limitata chiamato "Track 10" venduto alla riunione degli Skinny Puppy per il concerto di Dresda (2000).

### The Processe la pausa
Nel 1993 il gruppo firmò un contratto con la American Recordings e si trasferirono a Malibù per registrare The Process, un album concettuale ispirato al culto degli anni sessanta The Process Church of The Final Judgment, con la produzione di Roli Mosimann. Le sessioni di registrazione furono scosse a causa di incendi e per il Terremoto di Northridge del 1994 e Mosimann fu in seguito rimpiazzato da Martin Atkins. La presenza di Atkins esacerbò il divario che si stava formando tra Ogre da una parte e Key e Goettel dall'altra. Le uscite del gruppo assieme all'eccessivo uso di droga resero il processo di registrazione molto lungo e costoso al punto che American ridusse il contratto degli Skinny Puppy da tre ad un solo album.
Nel 1994, Key e Goettel ritornarono a Vancouver con i nastri di registrazione, ma Ogre rimase a Los Angeles e lasciò gli Skinny Puppy a giugno del 1995. Goettel fu trovato morto di overdose di eroina nella casa dei suoi genitori due mesi dopo. The Process fu alla fine concluso con Rave, pubblicato nel 1996, e dedicato alla memoria di Goettel. Esso fu una ripartitura stilistica dai loro primi album, prominente la presenza di voci non trattate, chitarra, e struttura delle canzoni più accessibile. Le dediche che accompagnavano il CD includevano i ringraziamenti agli amanti della musica elettronica e alla "Puppy People", seguiti dalle parole "The End" scritte in grassetto.
Durante il periodo di Process era, un tipo di arte/filosofia collettiva conosciuta anche con il nome di The Process si formò, con i contributi iniziali di Ogre e Genesis P-Orridge, tra gli altri. P-Orridge e Larry Thrasher di Psychic TV lavorarono con gli Skinny Puppy durante questo periodo, e una registrazione fu pubblicata in seguito come Puppy Gristle in edizione limitata nel 2002. Queste registrazioni ispirarono la creazione della band Download, che Key e Goettel formarono con Mark Spybey e Phil Western nel 1994. Download esplorò tutto dalle improvvisazioni elettroniche con le voci parlate fino al minimal techno e IDM, e andarono in tour nel 1996. Prima, nel 1993, Goettel e Western avevano fatto uscire un singolo breakbeat hardcore per conto loro Subconscious Records, e dopo la morte di Goettel nel 1995, Subconscious evolse verso la registrazione in studio e l'etichetta che Key usò per pubblicare un certo numero di incisioni sue e degli Skinny Puppy. Key continuò anche a lavorare con The Tear Garden, produsse ambient techno e chill out music con Western nel progetto parallelo platEAU, e pubblicò il suo primo album da solista nel 1998.
Ogre andava in tour con il gruppo di Martin Atkins industrial Pigface fin dal 1991, e andò in tour con loro nuovamente nel 1995 dopo aver lasciato gli Skinny Puppy. Registrò materiale per il suo progetto collaterale W.E.L.T. con Mark Walk dei Ruby prima di lasciare gli Skinny Puppy, ma a causa di questioni legali con la American Recordings, questi lavori non poterono essere pubblicati fino al 2001 sotto il nuovo nome di ohGr. Nel frattempo, egli fu ospite dei KMFDM nel 1997 e nel 1999, e pubblicò un album con Atkins con il nome Rx (conosciuti anche come Ritalin). The ohGr e Rx pubblicarono alcune delle canzoni più pop-oriented di Ogre. Ogre e Mark Walk contribuirono anche ad alcuni pezzi della colonna sonora del videogame Descent II.
Alcune collections furono pubblicate mentre gli Skinny Puppy erano dormienti, incluso Brap: Back and Forth Series 3 & 4 nel 1996 e The Singles Collect e B-Sides Collect nel 1999. Nel 1998 Nettwerk commissionò l'album di remix Remix Dystemper, contenente pezzi classici del gruppo rielaborati da vari artisti, tra cui Autechre, Deftones e Guru. Ogre e Mark Walk contribuirono ad un remix breakcore di Dig It e a una versione aggiornata di Smothered Hope dei Remission con nuova voce di Ogre.

### Riunione a Dresda– Mythmaker
Nel 2000, Ogre e Key si riunirono e suonarono dal vivo come Skinny Puppy per la prima volta dal 1992 al Doomsday Festival di Dresda. Questo unico concerto fu filmato e registrato professionalmente, e mentre non si materializzò mai un DVD, live clips di Testure e Worlock furono passate al Crazy Clip Show in Germania e Worlock fu incluso nella VCD compilation dalla rivista tedesca Sonic Seducer nel 2002. L'album live Doomsday: Back and Forth Series 5: Live in Dresden fu pubblicato nel 2001.
Key raggiunse gli ohGr alle percussioni per il loro tour del 2001, mentre Ogre apparve nel pezzo Frozen Sky nel primo album di Key del 2001 The Ghost of Each Room. La prima nuova canzone degli Skinny Puppy dopo molti anni, Optimissed, apparve nella colonna sonora di Underworld nel 2003. Ogre, Key, Mark Walk e vari ospiti, inclusi Danny Carey (Tool) e Wayne Static (Static-X) registrarono il nuovo album degli Skinny Puppy album, The Greater Wrong of the Right, pubblicato nel 2004 per la Synthetic Symphony (una sotto etichetta della tedesca SPV, loro distributrice europea dalla metà degli anni 90). Il nuovo sound degli Skinny Puppy era sullo stile di The Process, con uno stile più rock-oriented. "Pro-Test", il primo video musicale della band dal 1996, fu piuttosto diverso da ogni altra registrazione video, compariva una lotta tra due bande rivali di break dance/krumping.
Gli Skinny Puppy andarono in tour in Nord America ed Europa per promuovere l'album nel 2004, raggiunti da William Morrison alla chitarra e Justin Bennett (ex-Professional Murder Music) alle percussioni. I loro concerti di Toronto e Montreal furono filmati per il live DVD Greater Wrong of the Right LIVE, che fu pubblicato in settembre del 2005. Il DVD includeva Information Warfare, un documentario sulla guerra degli U.S. in Iraq fatto da Morrison. La posizione anti-Bush administration presa dalla band al loro live show attirò l'ira dei PABAAH (Patriotic Americans Boycotting Anti-American Hollywood), che cercarono di boicottare le stazioni radio dei college che suonavano gli Skinny Puppy. Gli Skinny Puppy fecero un tour in Europa nuovamente nel 2005, e ritornarono in studio per completare il loro dodicesimo album, Mythmaker, che fu pubblicato in gennaio del 2007. Mentre alcuni fan rimanevano ancorati alla loro musica dei primi tempi, la band ribadì la propria intenzione di andare avanti piuttosto che tornare al passato, e suonò un misto di nuovi e vecchi pezzi ai concerti, incluso materiale che non era stato mai suonato prima dal vivo. L'ultimo tour della band in Nord America ed Europa, intitolato Mythrus, iniziò nel maggio del 2007.

## Discografia

### Album in studio
- 1984 - Back & Forth
- 1984 - Remission
- 1985 - Bites
- 1986 - Mind: The Perpetual Intercourse
- 1987 - Cleanse Fold and Manipulate
- 1988 - VIVIsectVI
- 1989 - Rabies
- 1990 - Too Dark Park
- 1992 - Last Rights
- 1996 - The Process
- 2002 - Puppy Gristle
- 2004 - The Greater Wrong of the Right
- 2007 - Mythmaker
- 2011 - HanDover
- 2013 - Weapon

### Live
- 1989 - Ain't It Dead Yet?
- 2001 - Doomsday: Back and Forth Series 5: Live in Dresden

### Singoli/EP
- 1986 - Dig It
- 1987 - Chainsaw
- 1987 - Stairs and Flowers
- 1987 - Addiction
- 1988 - Dogshit
- 1989 - Testure
- 1989 - Tin Omen
- 1990 - Worlock
- 1990 - Tormentor
- 1991 - Spasmolytic
- 1992 - Inquisition
- 1992 - Love in Vein (cancellato)
- 1996 - Candle (promo)
- 2000 - Track 10 (tiratura limitata)
- 2007 - Politikil (promo)

### Raccolte
- 1987 – Bites and Remission
- 1987 – Remission & Bites
- 1990 – Twelve Inch Anthology
- 1992 – Back and Forth Series 2
- 1996 – Brap: Back and Forth Series 3 & 4
- 1998 – Remix Dystemper
- 1999 – The Singles Collect
- 1999 – B-Sides Collect
- 2003 – Back and Forth Series 6
- 2007 – Back and Forth Series 7

### Apparizioni in compilation
- Sub Pop 100

## DVD
- 2005 - The Greater Wrong of the Right Live